# At Christmas
Az At Christmas című dal az ausztrál énekesnő-dalszerző Kylie Minogue 13. stúdióalbumának a Kylie Christmas-nak a Snow Queen Edition című kiadványának dala. A dal 2016. november 22-én jelent meg a Parlophone kiadásában. A dal az album újrakiadásának vezető kislemezeként jelent meg, és a BBC Radio 2 Chris Evans Reggeli műsorában mutatkozott be először. A dal a BBC Radio 2 játszási listájának heti vezető dala lett. 

## Élő előadások
2016. december 6-án Minogue előadta a dalt a Stasera Casa Mikán, majd két nappal később a Facebook oldalán a Warner Music kórussal. December 10-én pedig a Jonathan Ross Showműsorban hangzott el a dal. 

## Megjelenések
| Ország      | Dátum              | Formátum           | Label      | Ref.  |
| ----------- | ------------------ | ------------------ | ---------- | ----- |
| Világszerte | 2016. november 22. | Digitális letöltés | Parlophone | [ 1 ] |